# 張欣欣 (教師)
張欣欣（1972年10月14日—），香港補習教師，曾任教當代書院、活學教育、星河教育及英皇教育，於2008年、2009年及2010年的香港中學會考猜中中文科部份題目，於2012年首屆香港中學文憑中，再次猜中中文科作文卷題目。部分香港報章稱他為「中文常勝將軍」及「中文碩士才子」。

## 生平
張欣欣在小學階段曾就讀於路德會聖馬太學校，但小三時轉校至聖若瑟英文小學重讀小一。初中升讀聖若瑟英文中學，於中三轉校至英華書院，其後升讀香港大學中文系，雙主修中文及中國歷史，以榮譽學位畢業。
其後他升讀哲學碩士學位，期間曾在屋邨開設小型補習社，是他首次從事補習工作。畢業後在香港大學連續兩年獲得委任為中文系助教。張欣欣亦曾經在香港寬頻及九巴Roadshow教授中文，獲得多份香港報章訪問補習心得，於2006年為當代書院拍攝《會考冇難度》廣告。他先後任教於多家補習學校，包括當代書院、活學教育、星河教育及英皇教育，曾因勞資糾紛與當代書院及活學教育興訟。
《明報》指出，張欣欣的言論出位，事後，張欣欣向《明報》發出律師信控告《明報》誹謗，指出明報一篇關於會考講座的報道失實，使到他的聲譽下降，他因而感到憤怒。《明報》編輯部發言人表示報道內容屬實，不會撤回該報道。